# Anamaria Ioniță
Anamaria Ioniță (* 7. Juli 1988 in Brăila) ist eine rumänische Leichtathletin, die sich über die 400 Meter und die 400 Meter Hürden spezialisiert.

## Sportliche Laufbahn
2009 war Ioniță Teil der rumänischen Staffel, die bei der Team-Europameisterschaft in Leiria die Goldmedaillen gewann. Sie vertrat Rumänien bei den Europameisterschaften 2010 in Barcelona, wo sie ihrem Team zum achten Platz über die 4-mal-400-Meter-Staffel verhalf.
2015 schied sie bei den Weltmeisterschaften in Peking mit der Staffel in der Vorrunde aus. 2016 verhalf sie der rumänischen Staffel erneut zu einem Finaleinzug bei den Europameisterschaften in Amsterdam. Sie qualifizierte sich somit auch für eine Teilnahme an den Olympischen Spielen in Rio de Janeiro. Dort schieden die Läuferinnen jedoch bereits in der Vorrunde aus.

## Bestleistungen
- 200 m: 24,10 s (−0,2 m/s), 4. Juli 2015 in Inowrocław
- 400 m: 52,82 s, 19. Juli 2008 in Argos Orestiko
  - Halle: 54,15 s, 25. Februar 2016 in Istanbul
- 800 m: 2:16,22 min, 5. Juli 2015 in Inowrocław
- 100 m Hürden: 13,73 s (+0,2 m/s), 13. Juli 2014 in Bukarest
- 400 m Hürden: 60,86 s, 5. Juni 2005 in Bukarest
- Hochsprung: 1,65 m, 13. Juli 2014 in Bukarest
- Weitsprung: 5,62 m (−1,6 m/s), 14. Juli 2014 in Bukarest
- Kugelstoßen: 10,30 m, 13. Juli 2014 in Bukarest
- Speerwurf: 29,12 m, 6. Juli 2014 in Ribeira Brava
- Siebenkampf: 5237 Punkte, 14. Juli 2014 in Bukarest